# Pietro Langella
Pietro Langella (Boscoreale, 5 novembre 1960) è un politico italiano.

## Biografia
Nato a Boscoreale, città in cui vive tuttora; si è laureato in Scienze Politiche all'Università Federico II.

### Attività politica
Iscritto alla Democrazia Cristiana, al suo scioglimento nel 1994 aderisce al Centro Cristiano Democratico di Pier Ferdinando Casini. Nel 2002 abbandona il CCD e aderisce a La Margherita.
Nel 2004 viene eletto Consigliere provinciale a Napoli con La Margherita (nella coalizione di centro-sinistra) e diventa Vice presidente del Consiglio provinciale.
Nel 2007, con lo scioglimento de La Margherita, non confluisce nel Partito Democratico ma aderisce all'Unione di Centro.
Nel 2009 viene rieletto Consigliere provinciale con l'UDC e diviene Assessore provinciale al Patrimonio nella giunta di centro-destra guidata da Luigi Cesaro.

#### Elezione a senatore
A gennaio 2013, assieme ad un nutrito gruppo di amministratori campani, abbandona l'UDC, in disaccordo con la composizione delle liste elettorali del partito in Campania, andando poi a fondare il Movimento Popolare Campano.
In seguito, grazie ad un accordo tra Movimento Popolare Campano e PdL, alle elezioni politiche del 2013 viene eletto al Senato della Repubblica, in virtù della candidatura nelle liste del Popolo della Libertà in regione Campania.
In Senato si iscrive al gruppo parlamentare del Popolo della Libertà, per poi passare il 19 novembre 2013 al gruppo parlamentare di centro-destra Grandi Autonomie e Libertà.
Il 16 dicembre 2014 abbandona il gruppo GAL e aderisce al Nuovo Centrodestra di Angelino Alfano, entrando così in maggioranza.
Il 29 luglio 2015 abbandona il Nuovo Centrodestra e aderisce ad Alleanza Liberalpopolare-Autonomie, formazione centrista dei senatori fuoriusciti dal centro-destra per sostenere i governi Renzi e Gentiloni.
Non è più ricandidato in Parlamento alle elezioni politiche del 2018.
Il 15 febbraio 2018 torna nell'Unione di Centro.
Il 2 aprile 2022 aderisce a Noi con l'Italia di Maurizio Lupi.